# Saint-Hilaire-de-Court
Saint-Hilaire-de-Court es una comuna francesa situada en el departamento de Cher, en la región de Centro-Valle del Loira.

## Demografía
| 270 | 265 | 308 | 668 | 794 | 735 | 596 |
| Para los censos de 1962 a 1999 la población legal corresponde a la población sin duplicidades (Fuente: INSEE [Consultar]) |     |     |     |     |     |     |